# Evansula cumbraensis
Evansula cumbraensis is een eenoogkreeftjessoort uit de familie van de Cylindropsyllidae. De wetenschappelijke naam van de soort is voor het eerst geldig gepubliceerd in 2006 door Huys & Conroy-Dalton.